# Osella FA1L
Der Osella FA1L war ein Formel-1-Rennwagen, mit dem der Piemonteser Rennstall Osella Squadra Corse im letzten Jahr der Turbo-Ära an der Formel-1-Weltmeisterschaft teilnahm. Der FA1L löste im Frühjahr 1988 den im Vorjahr entwickelten Osella FA1I ab. Er war der letzte Formel-1-Rennwagen Osellas, der auf einer bereits 1983 realisierten Alfa-Romeo-Konstruktion beruhte und gehörte zu den schwächsten sowie unzuverlässigsten Rennwagen der Saison 1988. Osella erreichte mit ihm nur zwei Zielankünfte, die jeweils außerhalb der Punkteränge lagen. Nachfolger des FA1L war der komplett neu konstruierte Osella FA1M-89.

## Hintergrund
1988 war das letzte Jahr, in der das Formel-1-Reglement Fahrzeuge mit Turbomotoren zuließ. Im Interesse der Angleichung an die bereits seit 1987 wieder akzeptierten Saugmotoren wurde die Leistung der Turbotriebwerke durch einige technische Eingriffe reduziert. Hierzu gehörte in erster Linie eine Begrenzung des Ladedrucks auf 2,5 bar (gegenüber 4,0 bar 1987). Die besten Turbomotoren leisteten 1988 zwischen 650 und 700 PS. Sie waren damit noch immer 100 bis 150 PS stärker als die aktuellen Saugmotoren und es war bereits zu Saisonbeginn klar, dass die Weltmeisterschaft an ein Turboteam gehen würde. Gleichwohl waren insbesondere für kleinere Teams die zumeist zuverlässigeren und kostengünstigeren Saugmotoren eine interessante Alternative, von der mehr oder weniger regelmäßige Punktgewinne erwartet wurden.
Osella konnte diesen Wandel 1988 noch nicht vollziehen. Die bislang verwendeten Triebwerke von Alfa Romeo waren veraltet, defektanfällig und nur noch mit großem Aufwand an die aktuellen Bestimmungen anzupassen, sodass erhebliche Leistungseinbußen zu befürchten waren. Osella bemühte sich daher für 1988 um Saugmotoren von Cosworth, scheiterte aber, da das Team die Motoren aus Kostengründen in der eigenen Werkstatt überarbeiten wollte. Mangels anderer Alternative ergänzte Osella daraufhin 1988 ein weiteres Mal die Reihen der Turboteams, deren schwächstes Mitglied es neben Zakspeed war.

## Technik

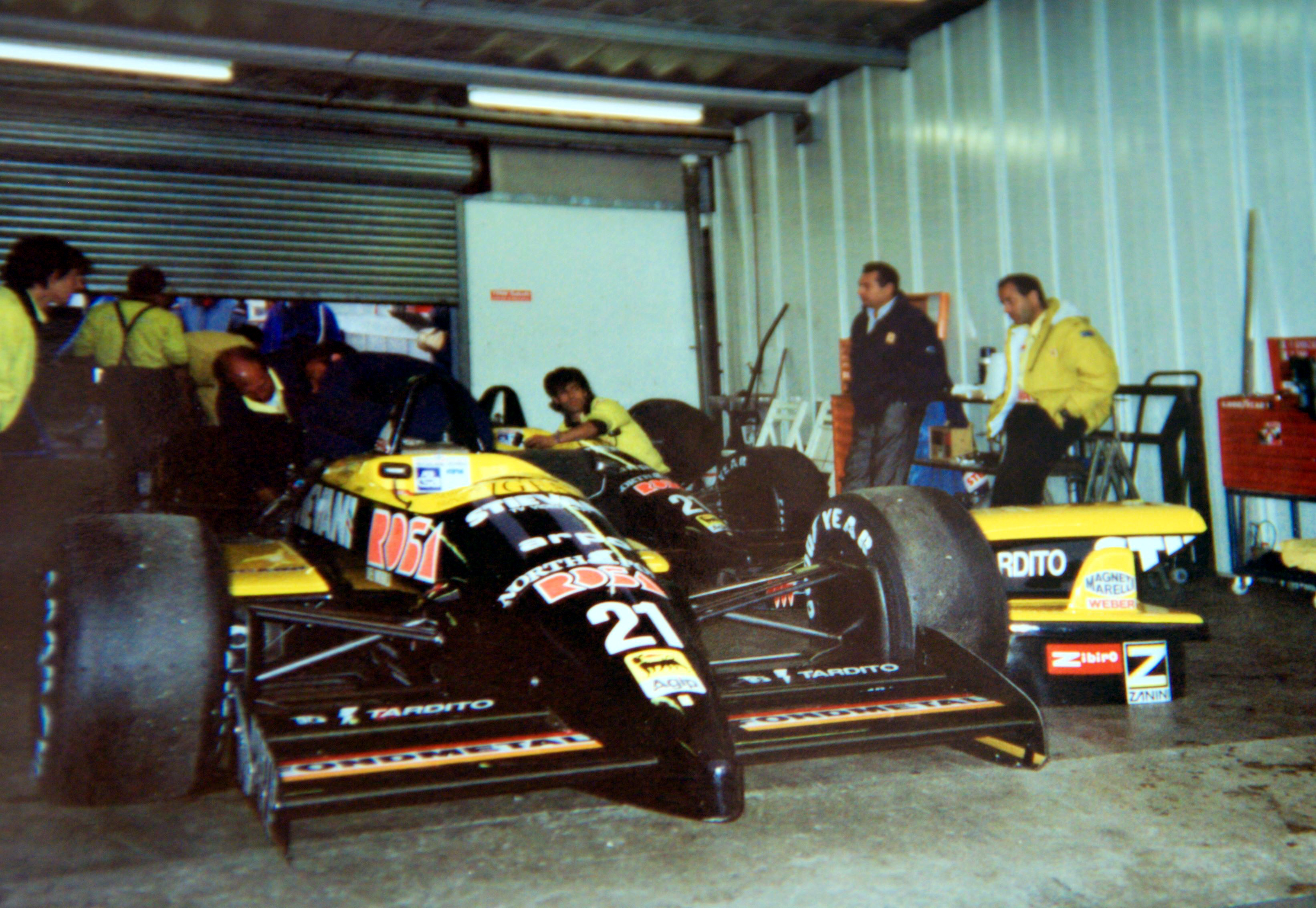
Osella FA1L beim Großen Preis von Großbritannien 1988

Der Osella FA1L war eine Entwicklung von Antonio Tomaini, einem Ingenieur, mit dem Enzo Osella bereits in den 1960er Jahren bei Abarth zusammengearbeitet hatte. Tomaini übernahm für den FA1L ein weiteres Mal die Monocoque-Konstruktion des Alfa Romeo 183T, entwickelte das Gesamtkonzept aber so weit wie möglich weiter. Der FA1L hatte einen weitgehend eigenständigen Aufbau, der – abgesehen vom unzeitgemäß breiten Monocoque – kaum noch äußerliche Bezüge zum Alfa-Original aufwies. Besonderes Merkmal war die flache, fast waagerecht verlaufende Motorhaube, die durch eine erhebliche Absenkung des Motors ermöglicht wurde und sich von den hohen, tonnenförmigen Motorhauben der bisherigen Osella-Modelle unterschied. Tomaini musste hierfür die Anlenkpunkte des Motors neu konzipieren. Dieser Eingriff war dafür verantwortlich, dass die FISA den FA1L nicht als bloße Überarbeitung des Vorjahresautos ansah, sondern als komplett neues Fahrzeug, das – anders als die weitgehend von 1987 übernommenen Autos von Arrows, Ferrari und Zakspeed – die Sicherheitsbestimmungen des 1988er Reglements erfüllen musste. Osella musste, um diese Vorgaben einzuhalten, nach dem Großen Preis von San Marino 1988 einige Details der Konstruktion ändern.
Die Hinterradaufhängung wurde mehrfach umgestellt. Anfänglich verwendete der FA1L Schubstreben; zum Großen Preis von Belgien wurden hintere Zugstreben installiert, die schon beim folgenden Rennen in Italien erneut modifiziert wurden. Zum dritten Rennen des Jahres wurde ein Sechsganggetriebe eingeführt, das die bisherige Fünfgangkonstruktion von Hewland ablöste. Schließlich überarbeitete Osella die Aerodynamik im Laufe der Saison.
Als Antrieb diente der seit 1982 bekannte Achtzylinder-Turbomotor von Alfa Romeo, das nunmehr als Osella 890T bezeichnet wurde.
Insgesamt entstanden zwei Fahrzeuge vom Typ FA1L. Das erste Exemplar wurde anlässlich des Großen Preises von San Marino vorgestellt; es war bis zum Großen Preis von Deutschland das Einsatzfahrzeug. Ein zweites Auto wurde vor dem Großen Preis von Frankreich komplettiert. Zunächst diente es als Reserveauto; ab dem Großen Preis von Ungarn wurde es für den Rest der Saison zum Einsatzauto.

## Renneinsätze
Osella Corse meldete 1988 ein Fahrzeug zur Formel-1-Weltmeisterschaft. Fahrer war Nicola Larini. Bei 15 Rennen konnte sich Larini zehnmal qualifizieren, einmal wurde das Team disqualifiziert, und je zweimal verpasste er die Qualifikation bzw. die Vorqualifikation. Zumeist reichten die Trainingszeiten nur für die letzten Startreihen; andererseits erreichte Larini in Spanien den 14. und in Italien den 17. Startplatz. Daraus ergaben sich allerdings keine zählbaren Resultate. Insgesamt gab es nur zwei Zielankünfte mit dem FA1L. In Monaco kam Larini als Neunter ins Ziel und in Portugal als Zwölfter (dort mit sieben Runden Rückstand). Zahlreiche technische Defekte vor allem im Bereich der Aufhängung und des Motors führten wiederholt zu einer vorzeitigen Rennbeendigung für Osella.

## Resultate
| Fahrer               | Nr.                  | 1 | 2  | 3 | 4   | 5   | 6   | 7   | 8   | 9   | 10   | 11  | 12  | 13 | 14  | 15  | 16   | Punkte | Rang |
| -------------------- | -------------------- | - | -- | - | --- | --- | --- | --- | --- | --- | ---- | --- | --- | -- | --- | --- | ---- | ------ | ---- |
| Formel-1-Saison 1988 | Formel-1-Saison 1988 |   |    |   |     |     |     |     |     |     |      |     |     |    |     |     |      | 0      | -    |
| N. Larini            | 21                   |   | EX | 9 | DNQ | DNQ | DNF | DNF | DNF | DNF | DNPQ | DNF | DNF | 12 | DNF | DNF | DNPQ | 0      | -    |

| Legende  | Legende            | Legende                                                          |
| Farbe    | Abkürzung          | Bedeutung                                                        |
| -------- | ------------------ | ---------------------------------------------------------------- |
| Gold     | –                  | Sieg                                                             |
| Silber   | –                  | 2. Platz                                                         |
| Bronze   | –                  | 3. Platz                                                         |
| Grün     | –                  | Platzierung in den Punkten                                       |
| Blau     | –                  | Klassifiziert außerhalb der Punkteränge                          |
| Violett  | DNF                | Rennen nicht beendet (did not finish)                            |
| Violett  | NC                 | nicht klassifiziert (not classified)                             |
| Rot      | DNQ                | nicht qualifiziert (did not qualify)                             |
| Rot      | DNPQ               | in Vorqualifikation gescheitert (did not pre-qualify)            |
| Schwarz  | DSQ                | disqualifiziert (disqualified)                                   |
| Weiß     | DNS                | nicht am Start (did not start)                                   |
| Weiß     | WD                 | zurückgezogen (withdrawn)                                        |
| Hellblau | PO                 | nur am Training teilgenommen (practiced only)                    |
| Hellblau | TD                 | Freitags-Testfahrer (test driver)                                |
| ohne     | DNP                | nicht am Training teilgenommen (did not practice)                |
| ohne     | INJ                | verletzt oder krank (injured)                                    |
| ohne     | EX                 | ausgeschlossen (excluded)                                        |
| ohne     | DNA                | nicht erschienen (did not arrive)                                |
| ohne     | C                  | Rennen abgesagt (cancelled)                                      |
| ohne     | keine WM-Teilnahme |                                                                  |
| sonstige | P/fett             | Pole-Position                                                    |
| sonstige | 1/2/3/4/5/6/7/8    | Punktplatzierung im Sprint-/Qualifikationsrennen                 |
| sonstige | SR/kursiv          | Schnellste Rennrunde                                             |
| sonstige | *                  | nicht im Ziel, aufgrund der zurückgelegten Distanz aber gewertet |
| sonstige | ()                 | Streichresultate                                                 |
| sonstige | unterstrichen      | Führender in der Gesamtwertung                                   |